# Hiregadde, Koppa
Hiregadde là một làng thuộc tehsil Koppa, huyện Chikmagalur, bang Karnataka, Ấn Độ.